# 科技貿易暨投資合作架構
科技貿易暨投資合作架構（英語：Technology Trade and Investment Collaboration Framework，縮寫：TTIC），以促進台美雙邊貿易、投資擴展及產業合作為目標，這次科技貿易架構致力於實現關鍵供應鏈多元化，特別著重於半導體、5G、電動車及其零組件等領域。
2021年12月7日，中華民國經濟部長王美花與美國商務部長雷蒙多首度舉行視訊會談。中華民國經濟部表示，王美花、雷蒙多等台美雙方代表在本次會談中，均談及台灣在全球供應鏈扮演關鍵角色，以及台美在加強供應鏈韌性、持續拓展雙向貿易與投資合作的重要性。
2022年10月13日，在美國華府共同見證下，經濟部長王美花與美國商務部助理部長范卡塔拉曼（Arun Venkataraman）主持了第二屆台美經濟對話。在這次對話中，共有6家台灣企業包括台電、漢翔航空工業、宏達電、鈺登科技、雲達科技、稜研科技，與奇異、流明科技、RingCentral、 英特爾、杜邦等美國企業簽署了七項合作備忘錄，這進一步促進了台美兩國企業之間的合作關係。搶進再生能源及5G等科技商機，並深化台美產業合作，提升彼此優勢，共同拓展國際市場。